# پارچ (بهشهر)
پارچ، روستایی است از توابع بخش یانه‌سر شهرستان بهشهر در استان مازندران ایران.

## جمعیت
این روستا در دهستان عشرستاق قرار دارد و براساس سرشماری مرکز آمار ایران در سال ۱۳۸۵، جمعیت آن ۱۹۶ نفر (۴۵خانوار) بوده‌است. مردم پارچ از قومیت طبری هستند. مردم پارچ به زبان طبری (مازندرانی) سخن می‌گویند.